# Річард Кові
Річард Освальд Кові(англ. Richard Oswalt Covey; 1 серпня 1946, Фаєтвіль) — астронавт НАСА. Здійснив чотири космічні польоти на шаттлах: STS-51-I (1985 р., «Дискавері»), STS-26 (1988 р., «Дискавері»), STS-38 (1990 р., «Атлантіс») і STS-61 (1993 р., «Індевор»), полковник ВПС США.

## Особисті дані і освіта

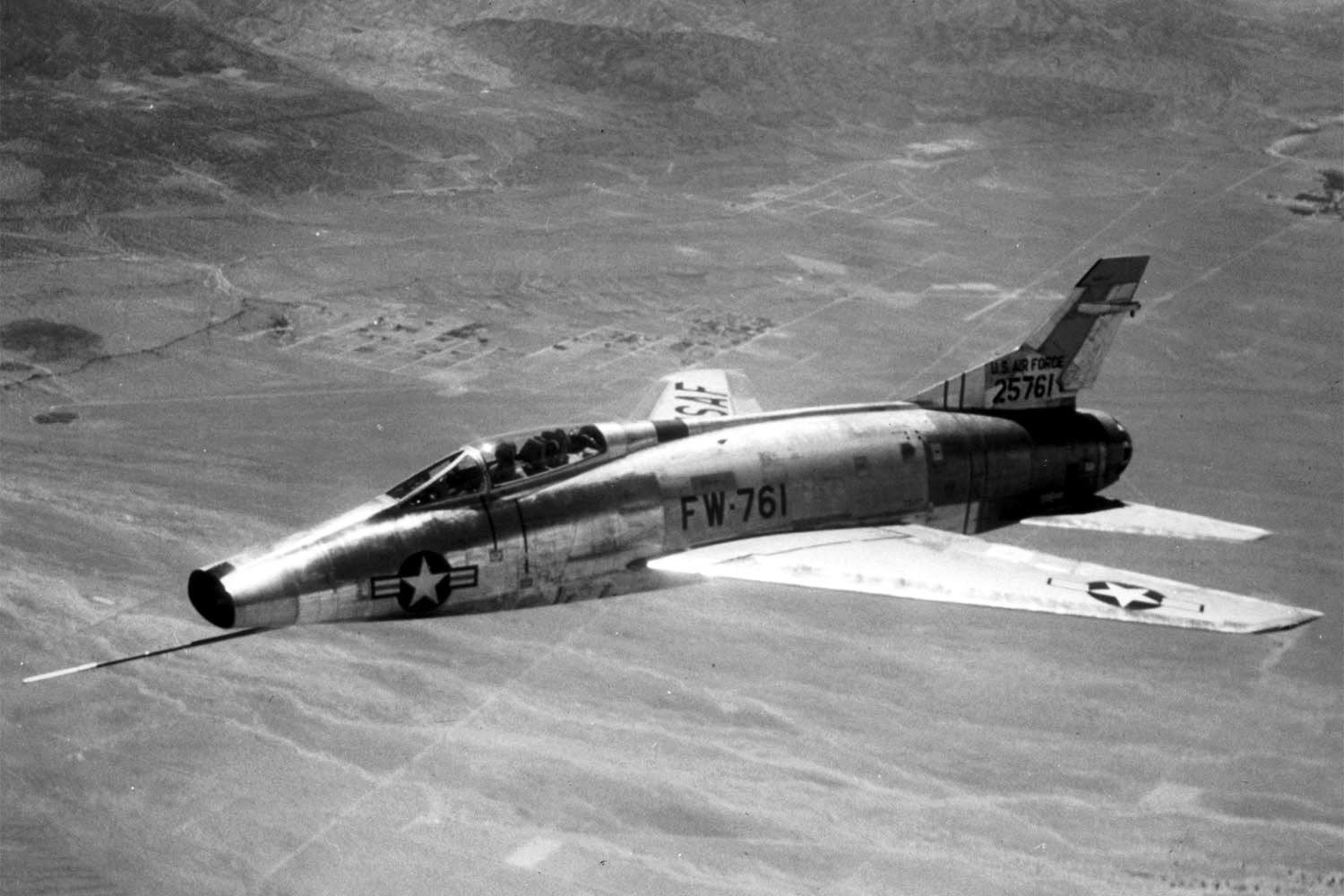
F-100

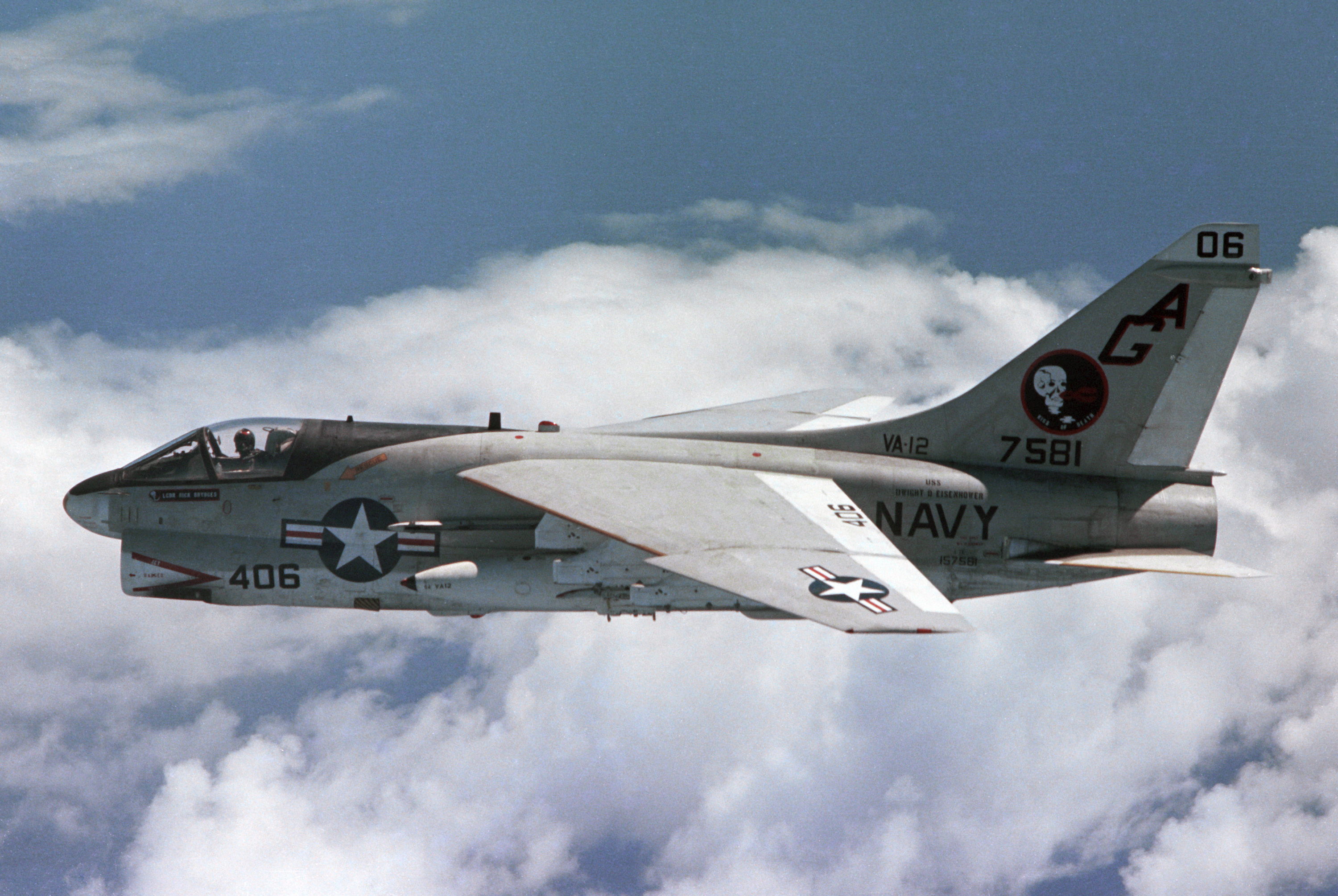
A-7

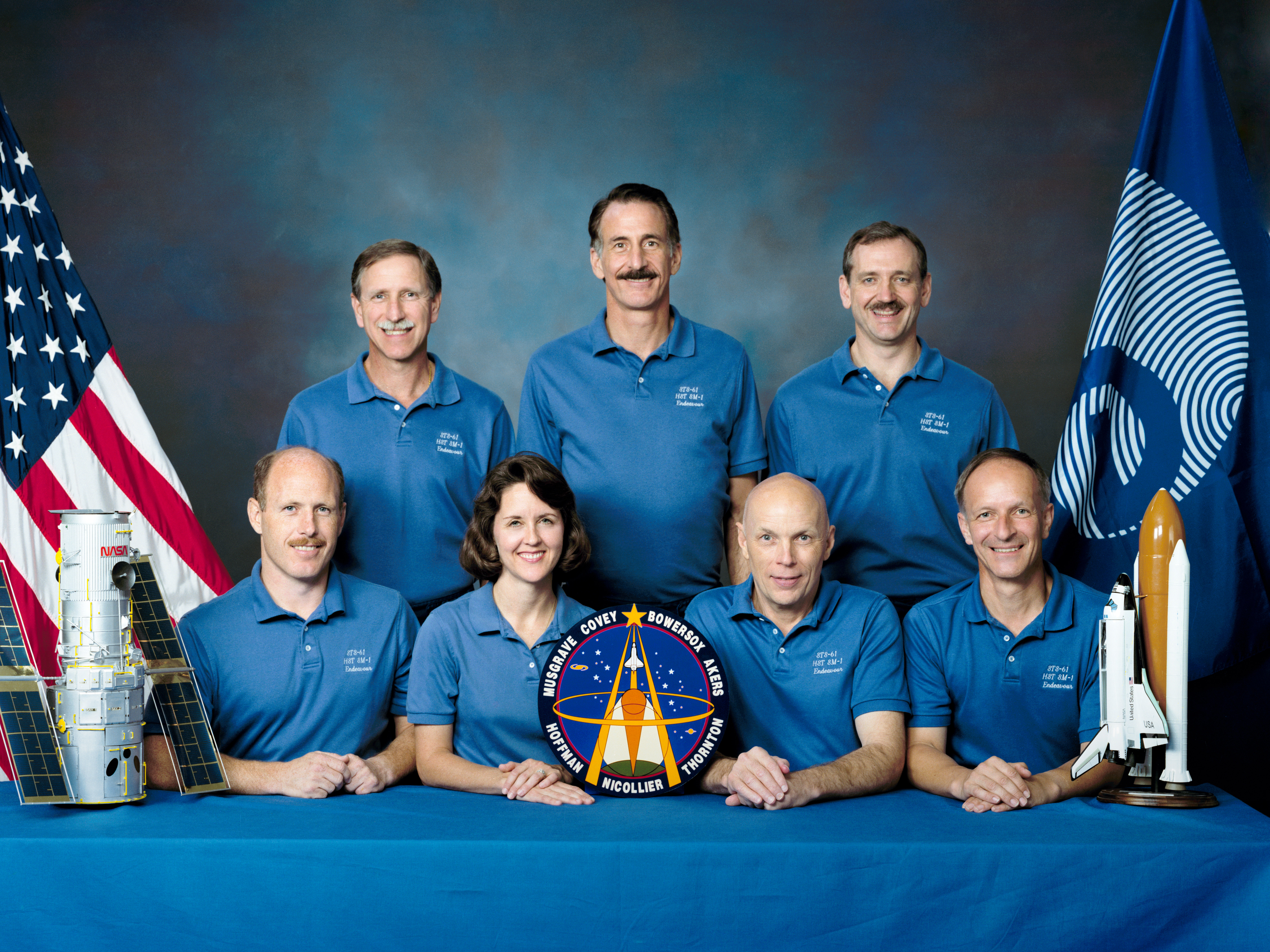
Екіпаж STS-61:Зліва направо — Постійний: Кові, Хоффман, Ейкерс; Сидяча: Бауерсокс, Торнтон, Масгрейв, Николье

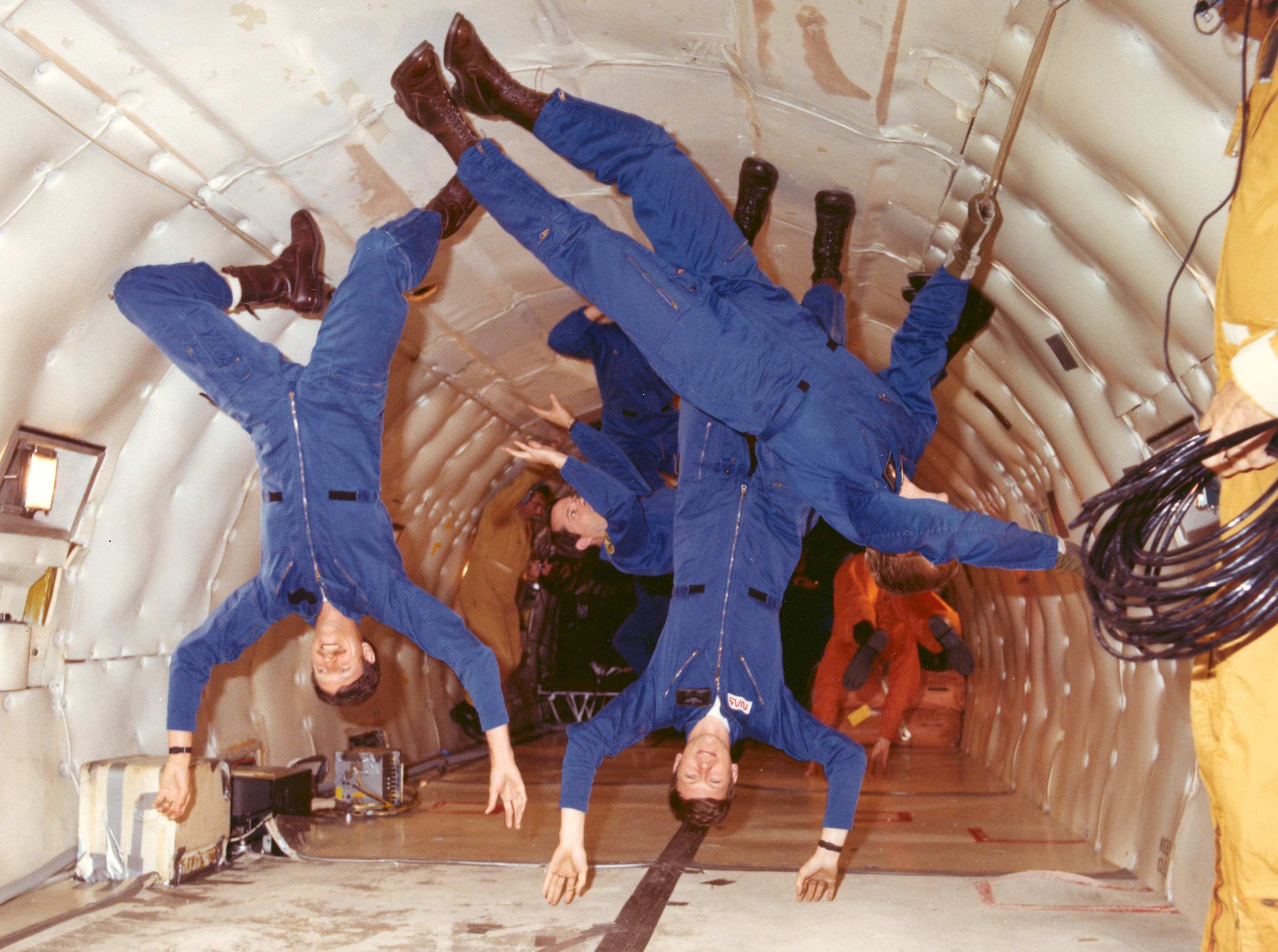
Ha тренуванні: Кові — перший зліва.

Народився 1 серпня 1946 року в Фейєтвілль, Арканзас, але своїм рідним вважає місто Форт-Волтон-Біч, штат Флорида. Середню школу закінчив у 1964 році в Чоктауатчі, Шалімар, Флорида. Дружина — Кетлін Оллбо, у них дві дочки. Захоплюється: гольф, водні види спорту, лижі і волейбол. У 1968 році в Академії ВПС США отримав ступінь бакалавра у галузі інженерних наук зі спеціалізацією «Космічна техніка». У 1969 році в Університеті імені Пердью отримав ступінь магістра наук в області аеронавтики і астронавтики.

## До НАСА
У 1970—1974 роках Кові служив у ВПС США, був льотчиком-винищувачем, літав на F-100 Super Sabre, A-37 Dragonfly і A-7 Corsair II. Він здійснив 339 бойових вильотів протягом двох турів в Південно-Східну Азію. У період між 1975 і 1978 роками на авіабазі «Іглін», штат Флорида, служив льотчиком-випробувачем, випробовував системи озброєння на F-4 Phantom II і A-7D, а також за сумісництвом — очолював групу тестування антирадарна захисту F-15 Eagle. Має наліт понад 5700 годин на більш ніж 30 різних типах літаків.

## Космічна підготовка
16 січня 1978 року був зарахований до загону астронавтів НАСА під час 8-го набору. Пройшов курс загальнокосмічної підготовки (ОКП) і в серпні 1979 року був зарахований до відділу астронавтів як пілот шаттла. До першого польоту космічного човника, він займався навчанням астронавтів, а також інженерними розробками і тестуванням матчастини. Він пілотував літак Т-38, який супроводжував шаттли STS-2 і STS-3 при заходах на посадку і приземленні. При польоті STS-5, Кові вперше увійшов до групи підтримки членів екіпажу. Кові також працював оператором зв'язку з екіпажами STS-5, STS-6, STS-61B, STS-61C і STS-51L. Це його голос ми чуємо, коли він вимовляв, тепер уже сумно відому фразу: «Челленджер, піддав газу!». У 1989 році в НАСА він став керівником «Групи з безпеки космічних польотів». Працюючи в Офісі астронавтів, він займався розподілом додаткових технічних завдань, а також був виконуючим обов'язки заступника начальника Управління астронавтів, а також виконуючим обов'язки заступника директора по операціях Льотних екіпажів.

## Космічні польоти
- Перший політ — STS-51-I[2] шаттл «Діскавері». З 27 серпня по 3 вересня 1985 року як пілот. Екіпаж вивів на орбіту три супутники зв'язку: для Військово-морського флоту США — «SYNCOM IV-4», австралійський «AUSSAT», і для американської компанії супутник «ASC-1». Екіпаж на орбіті провів успішні роботи по зближенню і ремонту великого по масі — 6,8 т (15000 фунтів) супутника «SYNCOM IV-3». Тривалість польоту склала 7 діб 2:00 18 хвилин.
- Другий політ — STS-26[3], шаттл «Діскавері». З 29 вересня по 3 жовтня 1988 року як пілот. Екіпаж успішно вивів на орбіту супутник «TDRS-C» і провів одинадцять експериментів, два з яких були запропоновані студентами. Тривалість польоту склала 4 діб 1 година 1 хвилину.
- Третій політ — STS-38[4], шаттл «Атлантіс». З 15 по 20 листопада 1990 року як командир корабля. Політ проводився в інтересах Міністерства оборони США. Тривалість польоту склала 4 діб 21 годину 55 хвилин.

Четвертий політ -STS-61, шаттл «Індевор». З 2 по 13 грудня 1993 як командир корабля. Човник наблизився до телескопа Хаббл і провів ремонт на орбіті. Тривалість польоту склала 10 діб 19 годин 59 хвилин.
Загальна тривалість польотів в космос — 26 діб. 21 ч. 14 хв.

## Після польотів
1 серпня 1994 Кові пішов у відставку з НАСА і ВПС. З січня 1998 року працював заступником директора компанії Boeing. Після аварії шатла Колумбія в 2003 році, Кові, разом з Томасом Стаффордом (на той момент — генерал-лейтенант ВПС у відставці), очолили і працювали в Комісії Стаффорда-Кові та доклали максимум зусиль для повернення флоту шатлів до польотів в космос, аж до старту STS-114. У 2005 році Кові отримав заслужену Премію «Орел скаутів» від бойскаутів Америки — звання «Скаут-орел» він отримав ще в 1960 році, коли його батько служив на авіабазі ВПС в Каліфорнії. Тоді ж, у 2005 році Кові був зображений на обкладинці журналу для членів Національної Асоціації Скаут-орли. У січні 2006 року Кові був обраний на посаду головного операційного директора «United State Alliance». У березні 2010 року оголосив про намір піти у відставку.

## Нагороди та премії
Нагороджений: Медаль «За космічний політ» (1985, 1988, 1990 і 1993) і багато інших.

## Джерело
- Офіційна біографія НАСА [Архівовано 23 листопада 2013 у Wayback Machine.](англ.)